# Myopa argentata
Myopa argentata är en tvåvingeart som beskrevs av Stuke 2005. Myopa argentata ingår i släktet Myopa och familjen stekelflugor.
Artens utbredningsområde är Grekland. Inga underarter finns listade i Catalogue of Life.